# 3 von denen man spricht
3 von denen man spricht, auch geführt unter Drei, von denen man spricht, in Österreich unter Glück muß man haben vertrieben, eine österreichische Filmkomödie des Schauspielers und Lustspielautors Axel von Ambesser. In dieser, seiner ersten, Filmregie übernahm er auch eine der drei Hauptrollen. An seiner Seite sind Wolfgang Lukschy, Bruni Löbel und Paul Hörbiger zu sehen. Der Geschichte basiert auf dem Lustspiel Hau-ruck von Paul Vulpius und Ladislas Fodor.

## Handlung
Der Zufall will es, dass sich drei sehr unterschiedliche Menschen eines Tages treffen. Sie alle eint ein Tatbestand: Sie sind derzeit stellungslos. Dabei handelt es sich um den früheren Bankangestellten Gustav Wiesinger, die reizende, junge Sekretärin Franzi Schlee und einen älteren, glatzköpfigen Herrn, den alle nur „Opa“ nennen. Der Vortrag eines selbsternannten „Lebenskünstlers“ macht ihnen allen wieder Mut und Hoffnung. Über einen Freund versucht Wiesinger erneut bei einer Bank unterzukommen, doch der Plan scheitert – zunächst. In einer Mischung aus Wagemut und Chuzpe okkupiert Wiesinger mit dem Charme eines nonchalanten Hochstaplers kurzerhand einen freien Büroplatz der Bank und erweist sich bald dank seiner Pfiffigkeit für den gutmütigen Direktor Brand als unentbehrlich.
Und so steigt er Stück für Stück in der Bürohierarchie nach oben. Bald kann Wiesinger in einer diffizilen Angelegenheit sein ganzes Können unter Beweis stellen und gewinnt nun endgültig das Vertrauen des Direktors. Wiesinger gelingt es auch, dem Chef mit Erfolg Franzi als neue Sekretärin ans Herz zu legen. Beide überwinden mit ihrer Tüchtigkeit die Hürden firmeneigener Bürokratie und erweisen sich schließlich angesichts nicht immer auf der Höhe befindlicher Kollegen wie dem ängstlichen Faktotum Otto Kistenkugel und dem hochgradig vergesslichen Bankpräsidenten als unentbehrlich. Zum filmkomödieneigenen Happy End treten schließlich Gustav und Franzi vor den Traualtar.

## Produktionsnotizen
Glück muß man haben entstand Mitte 1953 mit Atelier- und Außenaufnahmen in Wien. Die Uraufführung erfolgte am 18. August 1953 in Karlsruhe, die Berliner Premiere war am 11. September desselben Jahres. Im produzierenden Wien feierte die Komödie ihre Premiere am 5. Jänner 1954.
Produzent Ernest Müller hatte auch die Produktionsleitung. Julius von Borsody gestaltete die Filmbauten, es singt Peter Alexander. Herbert Janeczka und Otto Untersalmberger kümmerten sich um den Ton. Otto Meyer war Regieassistent. Die Texte zu Peter Igelhoff Kompositionen schrieb Erich Meder.
Paul Kemp, hier und in Liebeskrieg nach Noten in seiner letzten Rolle, der des kleinmütigen Faktotums Otto Kistenkugel, starb fünf Tage vor der Uraufführung.

## Kritik
Der Spiegel schrieb: „Nach dem vielgespielten Bühnenschwank „Hau-Ruck“ von Vulpius Fodor schrieb und inszenierte Axel von Ambesser mit Dialogwitz, viel Geschmack und einigen Dehnungen die Geschichte einer trickgesegneten, verwegenen Bürokarriere und maß sich selbst darin die Rolle eines märchenhaft verständigen und fairen Herrn Direktors zu.“
Im Lexikon des Internationalen Films urteilte: „Flüssig inszeniertes kleines musikalisches Lustspiel mit kabarettischen Elementen und etwas österreichischem Charme.“
Cinema-Online nennt den Film ein „humoriges Wirtschaftswunder-Märchen“.